# Kirch Grambow
Kirch Grambow ist ein Ort im Landkreis Nordwestmecklenburg. Seit dem 1. Juli 2011 ist er Ortsteil der Gemeinde Wedendorfersee. Er liegt am Ostufer des Wedendorfer Sees etwa 300 Meter südöstlich des Hauptortes Wedendorf.

## Geschichte

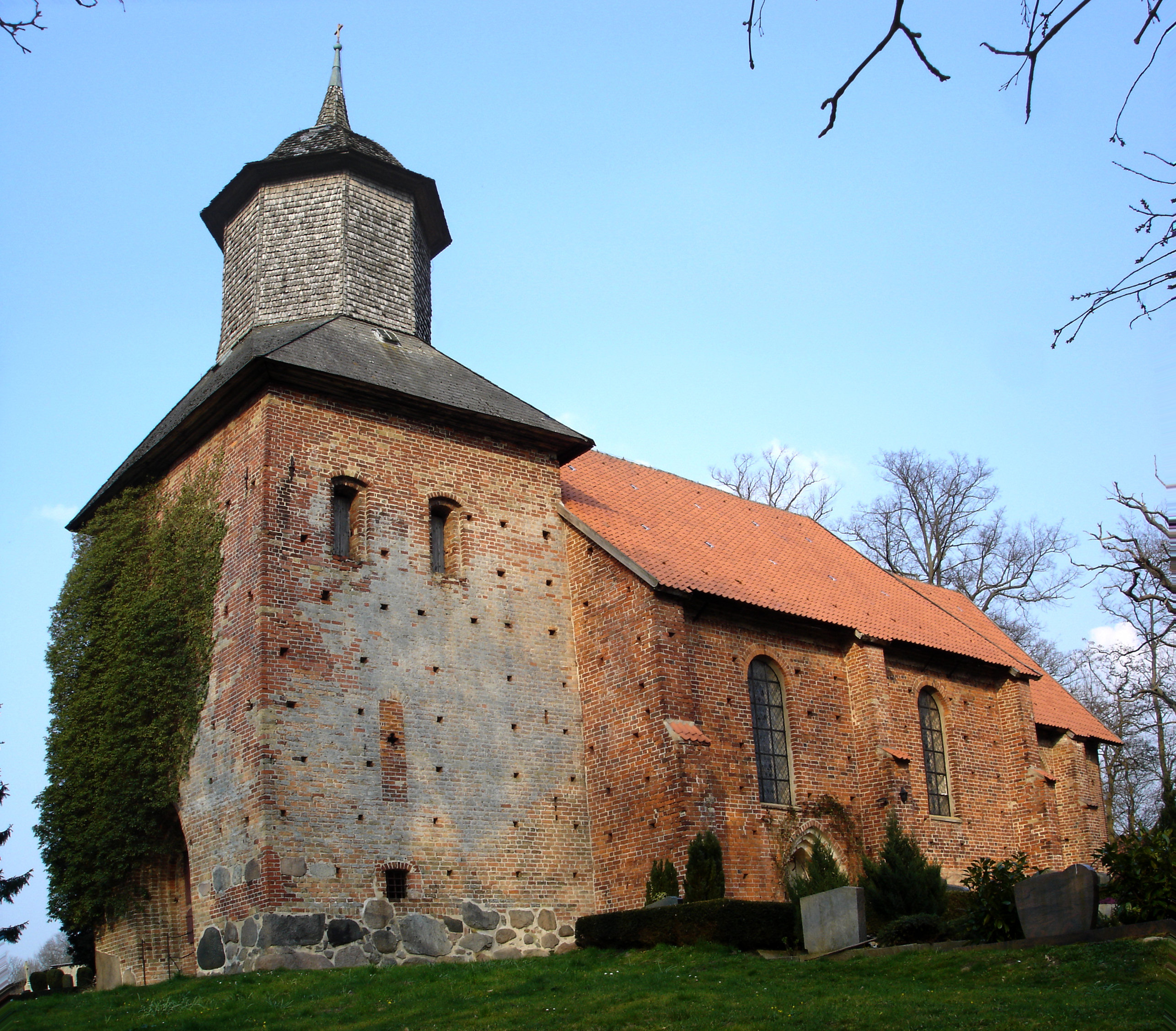
Dorfkirche

Sehenswert ist die alte Dorfkirche, welche bereits 1267 erstmals urkundlich erwähnt wurde. Der Altar und die Kanzel stammen aus dem späten 17. Jahrhundert, die Glocken wurden unter zwei Patronaten derer von Bernstorff gegossen: 1736 Joachim von Bernstorff und 1749 Johann Hartwig Ernst von Bernstorff. Letzterer war königlicher dänischer Gesandter und später dänischer Minister und wurde wegen seiner ausgezeichneten Verdienste 1767 in den Grafenstand erhoben.

## Söhne und Töchter
- Carl Guesmer (1929–2009), deutscher Lyriker und Bibliothekar
- Bernt Bühnemann (1934–2019), Professor für Rechtsinformatik an der Universität Hamburg